# جف آرچیبالد
جف آرچیبالد (انگلیسی: Jeff Archibald؛ زادهٔ ۲ فوریهٔ ۱۹۵۲) بازیکن هاکی روی چمن اهل نیوزیلند بود.